# Freedom Ride

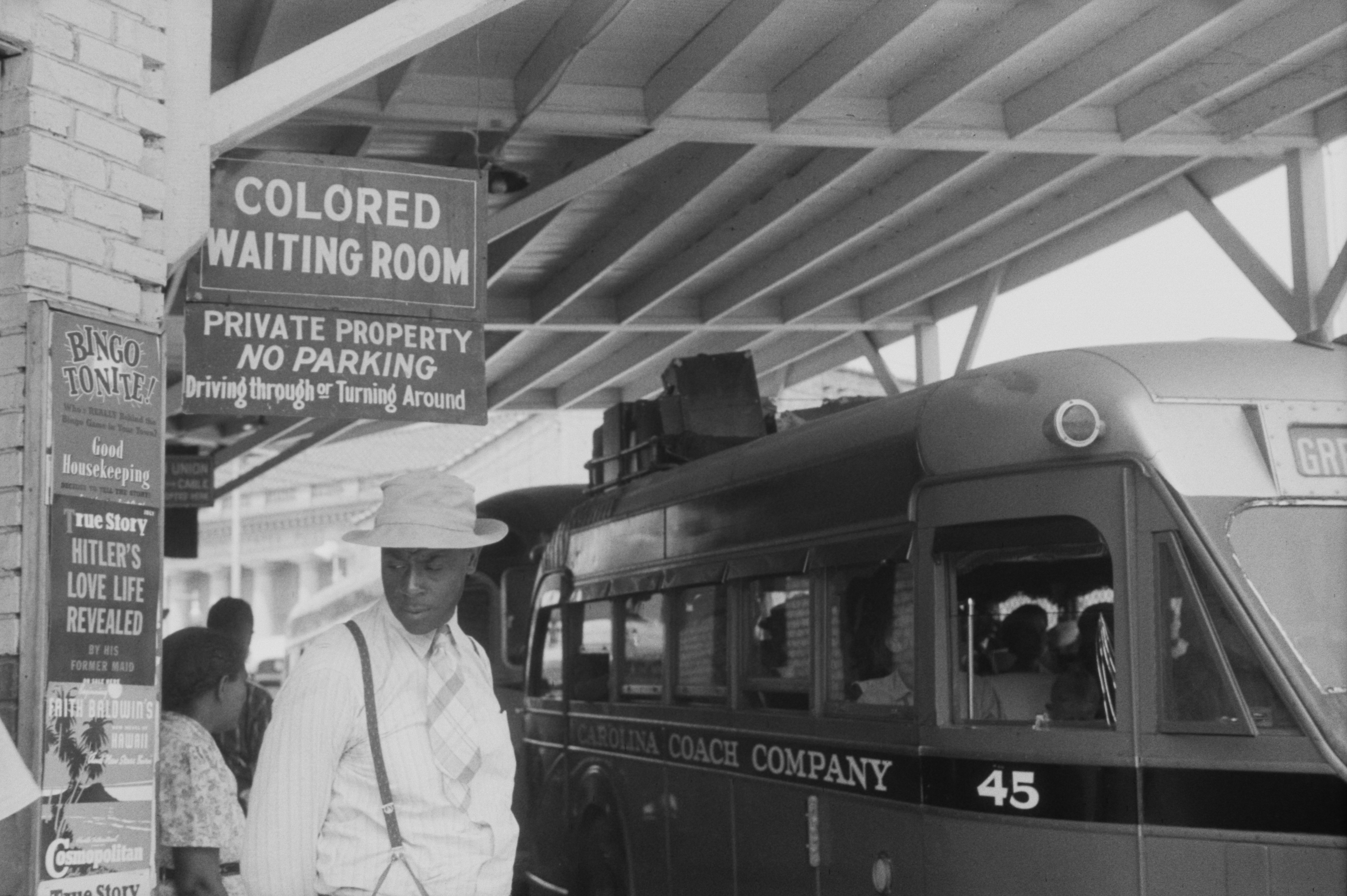
„At the bus station.“ Foto, Jack Delano, Mai 1940

Freedom Ride (englisch für Freiheits-Fahrt) ist die Bezeichnung einer Widerstandsform, die aus der Bürgerrechtsbewegung der Vereinigten Staaten entstand. Die sogenannten Freedom Riders (Freiheits-Fahrer) beteiligten sich an der Abschaffung der staatlich sanktionierten Rassentrennung, indem sie in Überlandbussen in die Südstaaten fuhren, um die Umsetzung der höchstrichterlichen Entscheidung (364 U.S. 454 1960) des Supreme Court über das Verbot der Rassentrennung in öffentlichen Verkehrsmitteln, Gaststätten und Wartesälen zu prüfen und gegebenenfalls einzuklagen.
Der erste Freedom Ride verließ Washington, D.C. am 4. Mai 1961 Richtung New Orleans. Auf dieser Fahrt sollten der Status quo und die Übereinstimmung der örtlichen Praxis mit den Gesetzen überprüft werden, um sie gegebenenfalls einzuklagen. Die gemeinsame Fahrt von Weißen und Schwarzen rief gewaltsame Proteste hervor, gab der Bürgerrechtsbewegung Aufwind und machte erst die amerikanischen Bürger und später die ganze Welt auf das Problem aufmerksam. Die Teilnehmer wurden zum Teil wegen unbefugten Betretens (trespassing), ungesetzmäßiger Versammlung und der Verletzung von Staats- und örtlichen Gesetzen verhaftet.
Die Freedom Rider hatten sich vor der Fahrt dem gewaltfreien Widerstand verpflichtet, waren sich aber bewusst, dass sie Verhaftungen und Aufruhr ausgesetzt sein könnten. Zwischen Juni und September 1961 fanden etwa sechzig weitere Fahrten statt.
Von führender politischer Seite erhielt die Aktion kaum Unterstützung; da Präsident John F. Kennedy für sein außenpolitisches Programm auf die Stimmen von Kongressmitgliedern aus den Südstaaten angewiesen war, vermied er, das Thema Bürgerrechte aktiv zu bearbeiten. In Zusammenhang mit den „Freedom Riders“ erklärte Kennedy gegenüber dem Bürgerrechts-Anwalt Harris Wofford: „Können Sie Ihre gottverdammten Freunde nicht davon abhalten, in diese Busse zu steigen? Die sollen das abblasen. Sagen Sie Ihnen das!“

## Die erste Fahrt
Am 4. Mai 1961 verließen sieben schwarze und sechs weiße Fahrgäste Washington DC in Greyhound- und Trailways-Bussen. Die Taktik war es, gemischt zu sitzen, mit mindestens einem Schwarzen in der für Weiße reservierten Zone im vorderen Bereich. Mit kleineren Schwierigkeiten fuhren die Busse durch Virginia, North Carolina und Georgia.
Vor Anniston, Alabama wurden die Busse am 14. Mai von einem Mob angegriffen und ein Bus in Brand gesteckt. Der Mob versuchte die Türen zuzuhalten, um die Insassen lebendig verbrennen zu lassen. Als jedoch der Fahrzeugtank explodierte, konnten die Fahrgäste aus dem Bus fliehen, wurden aber wieder angegriffen. Nur die Warnschüsse eines Polizisten der Highway Patrol konnten das Lynchen verhindern. Später in das lokale Krankenhaus eingelieferte Freedom Rider wurden vom Krankenhauspersonal um 2 Uhr nachts vor die Tür gesetzt, weil man Übergriffe des Mobs fürchtete. Mit von Pastor Fred Shuttlesworth besorgten Autos wurden die Verletzten in Sicherheit gebracht.
Als die Trailways-Busse Birmingham (Alabama) erreichten, wurden sie von Mitgliedern des Ku-Klux-Klans angegriffen. Unter Anordnung und Mithilfe des Polizeikommissars Bull Connor wurden die Freedom Rider mit Baseballschlägern, Eisenstangen und Fahrradketten brutal zusammengeschlagen. Besonders die weißen Teilnehmer wurden abgesondert und verprügelt.
Da die Busfahrer aus Angst die Weiterfahrt und auch andere Transporte der Freedom Rider ablehnten, wollten die verbliebenen Teilnehmer nach New Orleans fliegen. Nach Bombendrohungen und Angriffen im Flughafen gelang dies.

## Weiterfahrt der Studenten
Zehn Studenten versuchten den Freedom Ride fortzusetzen und fuhren am 17. Mai 1961 nach Birmingham, wo sie von Bull Connor verhaftet wurden. Zwei Tage später fuhren weitere Freedom Rider unter Angriffen des Ku-Klux-Klans Richtung Montgomery (Alabama). Die unter Druck der US-Regierung anwesende Highway Patrol verließ den Konvoi am Stadtrand, und wieder wurden die Teilnehmer erbarmungslos angegriffen. Auch hier ließ die anwesende Polizei die Ausschreitungen zu.
Als in der Nacht auf den 21. Mai die mit 1.500 Sympathisanten besetzte First Baptist Church des Pastors Ralph Abernathy angegriffen wurde, in der Martin Luther King, Jr. eine Rede hielt, setzte Gouverneur John Malcolm Patterson die Nationalgarde ein. Die Regierung Kennedy hatte gedroht, Bundeseinheiten zu schicken.
Nachdem die Freedom Rider am 22. Mai Montgomery erreichten, fuhren sie am 24. Mai Richtung Mississippi weiter. Die Bundesregierung und die Gouverneure von Alabama und Mississippi kamen überein, dass Nationalgarde und Staatspolizei die Fahrt schützen sollten, die Bundesregierung jedoch nicht einschreiten würde, wenn Teilnehmer wegen der Verletzung der Segregationsgesetze verhaftet würden. Diese Verhaftungen hätten jedoch gegen das Bundesgesetz verstoßen. Bei ihrer Ankunft in Jackson wurden die Teilnehmer, darunter auch William Sloane Coffin, verhaftet, als sie das Busdepot betreten wollten.
In der Zeit von Juni bis September 1961 fanden etwa sechzig Freedom Rides statt, mit über dreihundert Verhaftungen allein in Jackson.

## Rezeption und Gedenken
In Anlehnung an den Freedom Ride in den USA führten Studenten der Universität Sydney in Australien vom 12. bis 26. Februar 1965 gewaltfreie Aktionen, die sie ebenfalls Freedom Ride nannten, gegen die Rassendiskriminierung von Aborigines in abgelegenen Orten im Bundesstaat New South Wales durch.
Der Song He Was My Brother von Simon and Garfunkel behandelt die Freedom Rider.
In Anniston wurde das Freedom Riders National Monument errichtet.
Im Film Son of the South (2020) wird in einigen Szenen die Arbeit der Freedom Riders dargestellt.

## Dokumentarfilme
- Freedom Riders: Helden gegen Rassismus. 114-minütige Filmdokumentation von Stanley Nelson (Vereinigte Staaten, 2010)